# Václav Kefurt
Václav Kefurt (22. října 1934 Praha – 20. listopadu 2022 Praha) byl český pěstitel bonsají a sukulentů. Během svého profesního života působil jako zahradník Pražského hradu. Později se vypracoval až do pozice hlavního zahradníka. Během svého působení dosáhl řady pěstitelských úspěchů. Zemřel v neděli 20. listopadu 2022 a pohřeb se konal 28. listopadu v pražském evangelickém kostele U Jákobova žebříku.
Pečoval o rostlinstvo na své zahrádce v Praze-Tróji a byl zván na řadu besed. Působil též jako čestný člen Klubu přátel exotického ptactva.

## Okradení
Dne 2. května 2009 se stal Václav Kefurt obětí trestného činu, kdy mu byly z jeho zahrady ukradeny bonsaje a sukulenty. Odhadovaná škoda byla vyčíslena na částku 1,5 miliónu korun.